# Wataru Nagata
Wataru Nagata (japanisch 永田 亘 Nagata Wataru, * 17. Februar 1922 in Takeno (heute: Toyooka), Präfektur Hyōgo; † 9. Mai 1995) war ein japanischer Chemiker und von 1971 bis 1976 der zweite ausländische Mitherausgeber der Zeitschrift Organic Syntheses.

## Leben
Nagata studierte bis 1945 an der Universität Tokio mit dem Abschluss Bachelor of Science (B.Sc.). Nach einer Beschäftigung als Senior Chemist in den Forschungslabors des Pharmaunternehmens Shionogi, setzte er ab 1954 seine Studien mit einem Forschungsaufenthalt bei dem Nobelpreisträger Tadeus Reichstein an der Universität Basel fort.
Nach der Rückkehr in die Shionogi Forschungslabors war er als Abteilungsleiter verantwortlich für die Totalsynthese von Steroiden. Weitere Arbeiten befassten sich mit der Synthese von Diterpen-Alkaloiden. Als Schlüsselreaktion entwickelte er die Nagata-Reaktion – die Einführung von Cyanogruppen in α,β-ungesättigte Carbonylverbindungen.